# Burghölzli
Burghölzli (conocido como el Bli) es el nombre común dado al Hospital Psiquiátrico de la Universidad de Zúrich. El hospital está localizado en Burghölzli, una colina boscosa en el distrito de Riesbach al sudeste de Zúrich.

## Historia

Vista aérea completa del Burghölzli.

La historia del hospital se inició a comienzos de 1860, cuando el internista Wilhelm Griesinger (1817-1868) de la Universidad de Zúrich, hizo proyectos para la creación de una clínica psiquiátrica moderna especializada en el tratamiento humano de la enfermedad mental. Aunque Griesinger murió antes de que el edificio fuera construido en 1870, es considerado el fundador de Burghölzli.
De 1870 a 1879, el hospital tuvo tres directores, Bernhard von Gudden (1824-1886), Gustav Huguenin (1840-1920) y Eduard Hitzig (1839-1907). Todos ellos ejercieron la medicina desde bases biológicas, con patología cerebral y siendo la fisiología el foco general de sus investigaciones.
Auguste-Henri Forel (1848-1931) fue el cuarto director de Burghölzli, y pasó casi veinte años desempeñando su puesto. Bajo su mando, el hospital comenzó a ganar reconocimiento mundial en la medicina. Forel fue capaz de combinar el acercamiento dinámico de la psiquiatría francesa con la orientación biológica del pensamiento psiquiátrico de la escuela alemana.
En 1898, Eugen Bleuler (1857-1939) llegó a ser el director de Burghölzli, donde permanecería hasta 1927. "La era Bleuler" es considerada el período más ilustre del hospital, en gran parte debido al advenimiento del psicoanálisis, con el uso de las teorías freudianas (1856-1939), y al trabajo creativo del ayudante de Bleuler, Carl Gustav Jung (1875-1961).
Bleuler fue sucedido como director por Hans-Wolfgang Maier (1882-1945) y después por su hijo Manfred Bleuler (1903-1994).
Además de Jung, muchos renombrados psiquiatras pasaron parte de su carrera en Burghölzli, incluyendo a Karl Abraham (1877-1925), Ludwig Binswanger (1881-1966), Hermann Rorschach (1884-1922), Franz Riklin (1878-1938), Constantin von Monakow (1853-1930), Adolf Meyer (1866-1950), Abraham Brill (1874-1948) y Emil Oberholzer (1883-1958).